# Olli Hiidensalo
Olli Hiidensalo (* 2. Februar 1991 in Nummi-Pusula, Landschaft Uusimaa) ist ein finnischer Biathlet und Skilangläufer. Er startet seit 2013 im Biathlon-Weltcup und nahm an den Olympischen Spielen 2018 und 2022 teil.

## Sportliche Laufbahn
Olli Hiidensalo vom Verein Vantaan Hiihtoseura startete ab 2008 in FIS-Rennen und unterklassigen Rennserien wie dem Scandinavian Cup im Skilanglauf, ohne dabei jedoch nennenswerte Platzierungen zu erreichen. Im Februar 2016 und 2019 nahm er zudem zweimal an einem Sprintrennen im Skilanglauf-Weltcup teil, überstand die Qualifikation aber beide Male nicht. Sein internationales Debüt im Biathlonsport gab er im Rahmen der Jugendweltmeisterschaften 2010 in Torsby, wo er unter anderem 13. des Sprints und 17. der Verfolgung wurde. Im Staffelrennen verpasste er als Viertplatzierter um eine Position die Medaillenränge. Seine beste Platzierung auf Juniorenebene stellte zwei Jahre später in Kontiolahti der 12. Rang des Einzels dar. Zum Auftakt der Saison 2012/13 debütierte der Finne bei den Männern im IBU-Cup, wo er 66. und 51. bei zwei Sprintrennen wurde. Im späteren Saisonverlauf erreichte er in Martell als 40. eines Sprints erstmals die Punkteränge. Zum Auftakt des Winters 2013/14 gewann er als 28. des Einzels von Östersund in seinem ersten Weltcuprennen sogleich erste Weltcuppunkte.

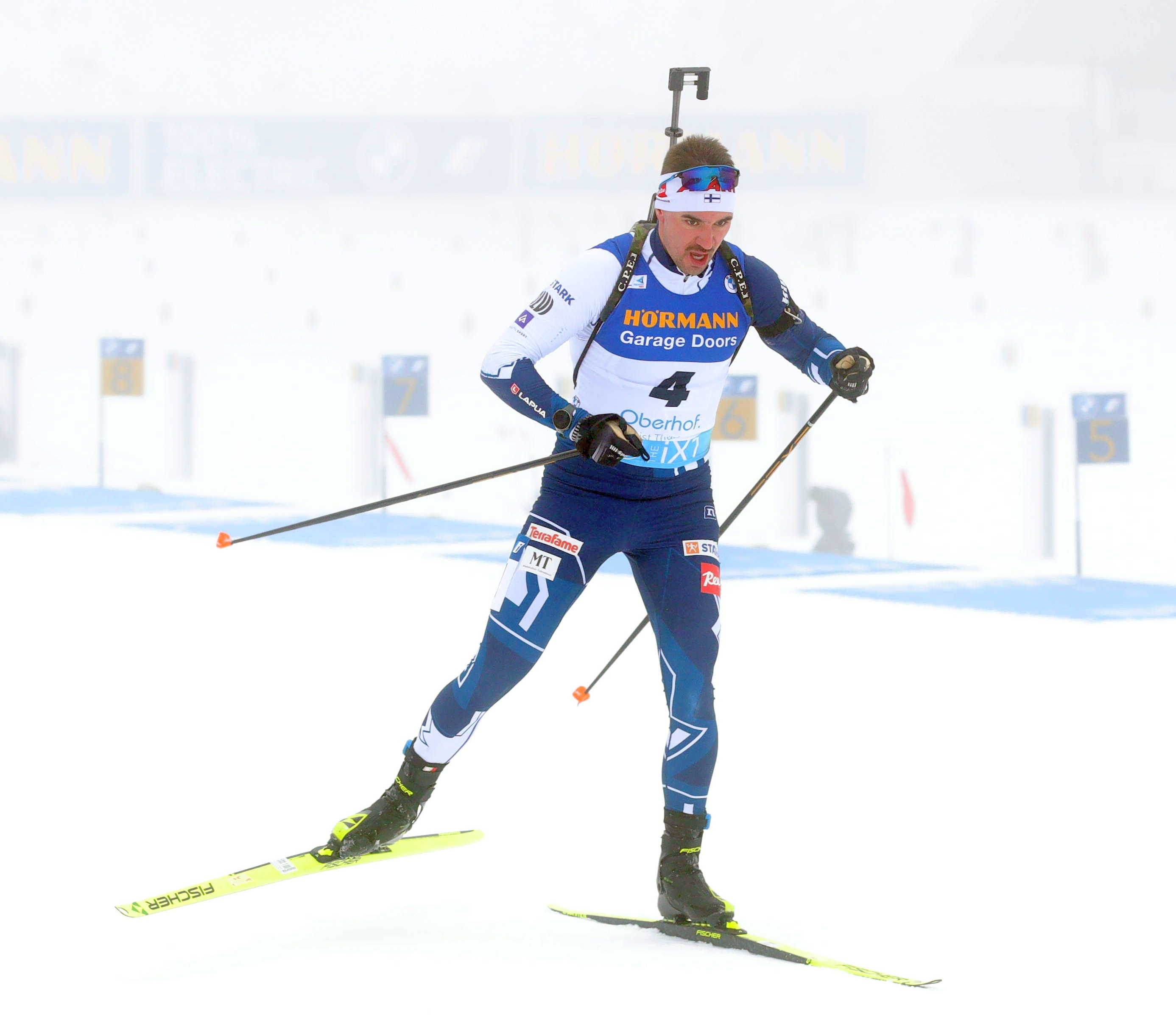
Hiidensalo während des Sprintrennens bei den Weltmeisterschaften 2023 in Oberhof

Dieses Ergebnis konnte Hiidensalo in der Folgezeit nicht bestätigen. Zwar erreichte er regelmäßig die Top 60 und damit auch die auf den Sprints basierenden Verfolgungsrennen, kam aber nicht in die Punkteränge der besten 40 Athleten. Auch war er konstanter Teil der Männerstaffeln, die meist Plätze zwischen 15 und 20 belegten. Seine ersten Weltmeisterschaften bestritt der Finne 2015 in seinem Heimatland und wurde unter anderem im Mixedwettkampf an der Seite von Mari Laukkanen, Kaisa Mäkäräinen und Ahti Toivanen Neunter, bei der zweiten jemals ausgetragenen Single-Mixed-Staffel erreichte er mit Kaisa Mäkäräinen Ende 2015 sogar Rang sechs. Ein großer Erfolg gelang ihm zudem mit Laukkanen, Mäkäräinen und Tuomas Grönman im Rahmen der Sommerbiathlon-Weltmeisterschaften 2016 mit dem überzeugenden Gewinn der Goldmedaille. Im Folgewinter lief Hiidensalo daraufhin viermal unter die besten 40, darunter auch als 36. des Verfolgungsrennens bei den Weltmeisterschaften. Im Februar 2018 nahm er erstmals an den Olympischen Spielen teil und überzeugte auf ganzer Linie, neben einem sechsten Platz mit der Mixedstaffel erreichte er im Sprint dank fehlerfreiem Schießen Rang 19 und damit seine klar beste Platzierung auf höchster Ebene.
Im März 2019 unterbot Hiidensalo als 23. des Verfolgers von Oslo sein bisheriges Bestergebnis im Weltcup, bei den Weltmeisterschaften wurde er zudem 25. im Sprint. Nach einer weniger erfolgreichen Saison belegte er zu Beginn des Winters 2020/21 trotz eines Schießfehlers Platz 18, mit der Staffel gelang ihm gemeinsam mit Tuomas Harjula, Tero Seppälä und Jaakko Ranta in Antholz ein siebter Rang und damit das beste Ergebnis finnischer Herren seit der Saison 2001/02. Eine weitere Leistungssteigerung verhalf dem 30-Jährigen 2021/22 zu einer erfolgreichen Saison, so belegte er in Hochfilzen ohne Schießfehler Rang elf im Sprint und qualifizierte sich in Antholz erstmals für einen Massenstart, den er als 16. abschloss. Bei seinen zweiten Olympischen Spielen kam er hingegen vor allem aufgrund mehrerer Schießfehler nicht über Platz 38 im Sprint hinaus. Noch erfolgreicher schloss Hiidensalo den Folgewinter ab, in welchem er den 30. Rang der Weltcupgesamtwertung belegte. Bis zum Saisonhöhepunkt erreichte er in ausnahmslos jedem Individualrennen die Punkteränge, schloss elf dieser Wettkämpfe unter den besten 30 ab und überzeugte zudem in Hochfilzen mit dem fünften Rang im Staffelrennen. Enttäuschend verlief daraufhin die Saison 2023/24, die der Finne nach nur zwei Punktgewinnen nach den Weltmeisterschaften abbrach. Im Januar 2025 startete er nach erneut unterdurchschnittlichen Resultaten nach langer Zeit wieder im IBU-Cup und überzeugte in Osrblie mit den Plätzen fünf und acht in Einzel und Sprint. Daher wurde Hiidensalo erneut für die Weltmeisterschaften nominiert und ging im Einzel mit der späten Startnummer 75 an den Start. Als einer von zwei Athleten blieb er am Schießstand fehlerlos, lief zudem die elftschnellste Schlussrunde und erreichte überraschend den vierten Platz, womit er nur um gut 15 Sekunden eine Medaille verpasste.

## Persönliches
Hiidensalo ist verheiratet und seit Dezember 2024 Vater eines Sohnes. Er lebt in Hämeenlinna.

## Statistiken

### Weltcupplatzierungen
Die Tabelle zeigt alle Platzierungen (je nach Austragungsjahr einschließlich Olympische Spiele und Weltmeisterschaften).
- 1.–3. Platz: Anzahl der Podiumsplatzierungen
- Top 10: Anzahl der Platzierungen unter den ersten zehn (einschließlich Podium)
- Punkteränge: Anzahl der Platzierungen innerhalb der Punkteränge (einschließlich Podium und Top 10)
- Starts: Anzahl gelaufener Rennen in der jeweiligen Disziplin
- Staffel: inklusive Mixed- und Single-Mixed-Staffeln

| Platzierung               | Einzel | Sprint | Verfolgung | Massenstart | Staffel | Gesamt |
| ------------------------- | ------ | ------ | ---------- | ----------- | ------- | ------ |
| 1. Platz                  |        |        |            |             |         |        |
| 2. Platz                  |        |        |            |             |         |        |
| 3. Platz                  |        |        |            |             |         |        |
| Top 10                    |        |        |            |             | 24      | 24     |
| Punkteränge               | 7      | 17     | 13         | 4           | 66      | 107    |
| Starts                    | 26     | 72     | 33         | 4           | 66      | 201    |
| Stand: Saisonende 2024/25 |        |        |            |             |         |        |

### Weltcupwertungen
Ergebnisse bei Biathlon-Weltcups (Disziplinen- und Gesamtweltcup) gemäß Punktesystem:
| Saison  | Einzel | Einzel | Sprint | Sprint | Verfolgung | Verfolgung | Massenstart | Massenstart | Gesamt | Gesamt |
| Saison  | Platz  | Punkte | Platz  | Punkte | Platz      | Punkte     | Platz       | Punkte      | Platz  | Punkte |
| ------- | ------ | ------ | ------ | ------ | ---------- | ---------- | ----------- | ----------- | ------ | ------ |
| 2013/14 | 41.    | 13     | –      | –      | –          | –          | –           | –           | 87.    | 13     |
| 2016/17 | –      | –      | 88.    | 4      | 71.        | 8          | –           | –           | 88.    | 12     |
| 2017/18 | 49.    | 9      | 88.    | 1      | 75.        | 4          | –           | –           | 83.    | 14     |
| 2018/19 | –      | –      | 61.    | 24     | 57.        | 18         | –           | –           | 63.    | 42     |
| 2020/21 | –      | –      | 51.    | 36     | 72.        | 4          | –           | –           | 63.    | 40     |
| 2021/22 | 31.    | 23     | 44.    | 53     | 55.        | 27         | 33.         | 25          | 38.    | 128    |
| 2022/23 | 23.    | 51     | 33.    | 67     | 27.        | 89         | 40.         | 16          | 30.    | 223    |
| 2023/24 | 49.    | 14     | –      | –      | –          | –          | –           | –           | 75.    | 14     |
| 2024/25 | –      | –      | 77.    | 4      | –          | –          | –           | –           | 87.    | 4      |

### Olympische Winterspiele

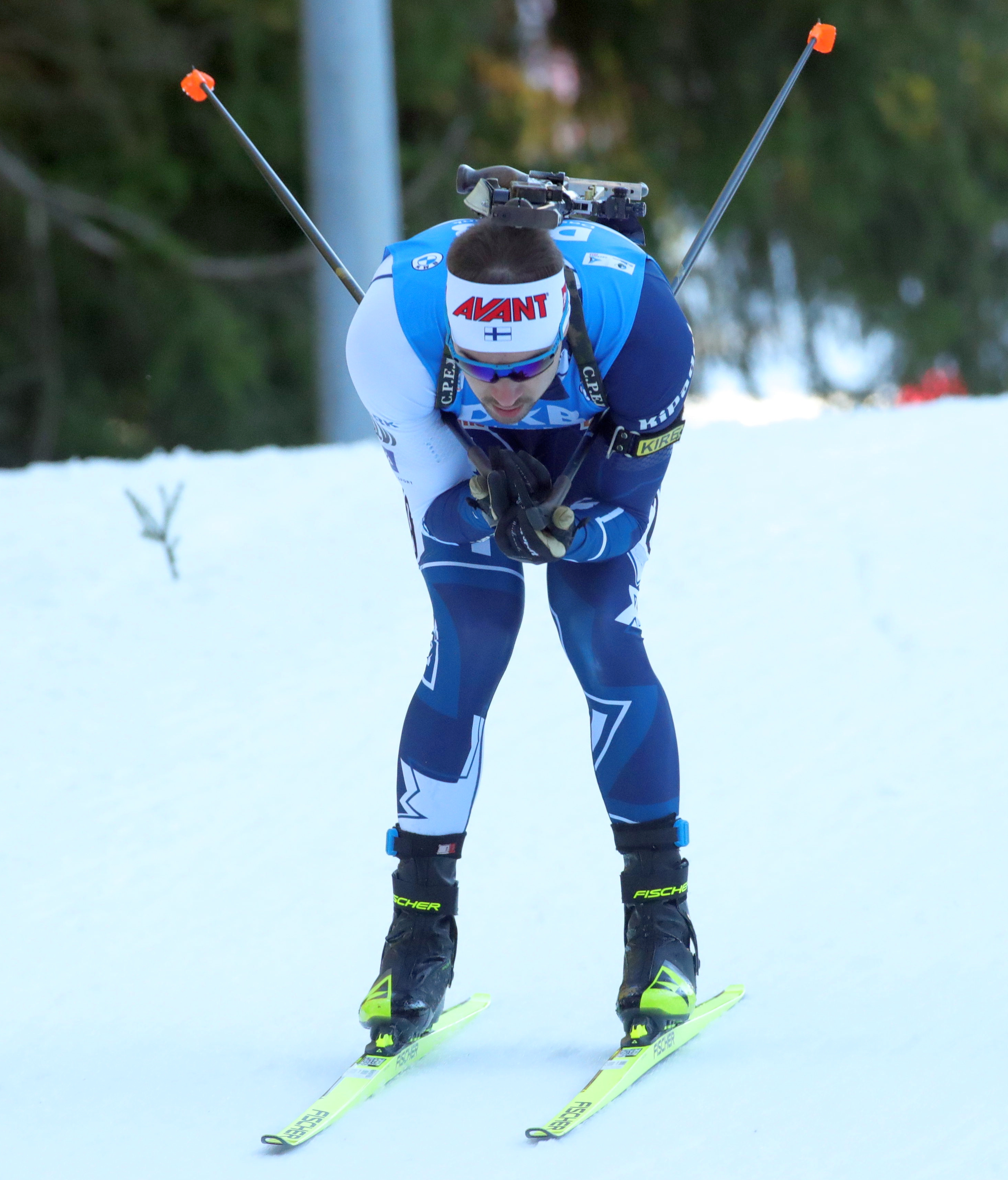
Hiidensalo bei den Weltmeisterschaften 2023

Ergebnisse bei Olympischen Winterspielen:
|                                             | Einzelwettbewerbe | Einzelwettbewerbe | Einzelwettbewerbe | Einzelwettbewerbe | Staffelwettbewerbe | Staffelwettbewerbe |
| Einzel                                      | Sprint            | Verfolgung        | Massenstart       | Männerstaffel     | Mixedstaffel       |                    |
| ------------------------------------------- | ----------------- | ----------------- | ----------------- | ----------------- | ------------------ | ------------------ |
| Olympische Winterspiele 2018 \| Pyeongchang | 73.               | 19.               | 35.               | –                 | –                  | 6.                 |
| Olympische Winterspiele 2022 \| Peking      | 74.               | 38.               | 52.               | –                 | 17.                | 11.                |

### Weltmeisterschaften
Ergebnisse bei Weltmeisterschaften:
| Weltmeisterschaften | Weltmeisterschaften | Einzelwettbewerbe | Einzelwettbewerbe | Einzelwettbewerbe | Einzelwettbewerbe | Staffelwettbewerbe | Staffelwettbewerbe | Staffelwettbewerbe |
| Jahr                | Ort                 | Einzel            | Sprint            | Verfolgung        | Massenstart       | Männerstaffel      | Mixedstaffel       | S.-M.-Staffel      |
| ------------------- | ------------------- | ----------------- | ----------------- | ----------------- | ----------------- | ------------------ | ------------------ | ------------------ |
| 2015                | Kontiolahti         | 64.               | 85.               | –                 | –                 | 13.                | 9.                 | nicht ausgetragen  |
| 2016                | Oslo                | 85.               | 55.               | 51.               | –                 | 19.                | 18.                | nicht ausgetragen  |
| 2017                | Hochfilzen          | 49.               | 48.               | 36.               | –                 | 20.                | 10.                | nicht ausgetragen  |
| 2019                | Östersund           | 62.               | 25.               | 47.               | –                 | 17.                | 10.                | –                  |
| 2020                | Antholz             | 66.               | 55.               | 58.               | –                 | 26.                | 9.                 | –                  |
| 2021                | Pokljuka            | 94.               | 28.               | 51.               | –                 | 19.                | –                  | –                  |
| 2023                | Oberhof             | 31.               | 30.               | 50.               | –                 | 10.                | 11.                | 10.                |
| 2024                | Nové Město          | 59.               | 61.               | –                 | –                 | 8.                 | –                  | –                  |
| 2025                | Lenzerheide         | 4.                | 31.               | 38.               | 29.               | 10.                | 9.                 | –                  |

### Jugend-/Juniorenweltmeisterschaften
Hiidensalo nahm 2010 an den Jugend- und ab 2011 an den Juniorenwettkämpfen teil.
| Weltmeisterschaften | Weltmeisterschaften | Einzelwettbewerbe | Einzelwettbewerbe | Einzelwettbewerbe | Männerstaffel |
| Jahr                | Ort                 | Einzel            | Sprint            | Verfolgung        | Männerstaffel |
| ------------------- | ------------------- | ----------------- | ----------------- | ----------------- | ------------- |
| 2010                | Torsby              | 33.               | 13.               | 17.               | 4.            |
| 2011                | Nové Město          | –                 | 70.               | –                 | –             |
| 2012                | Kontiolahti         | 12.               | 57.               | 30.               | 11.           |